# El peligro catalán
El peligro catalán (El perill catalá (sic), en valenciano) es un ensayo escrito en 1931 por el poeta valenciano Josep Maria Bayarri, y prologrado por Rafael Raga.
El libro, pese a ser considerado como un panfleto anticatalanista, o un testimonio de un regionalismo valenciano conservador predecesor del blaverismo, está escrito desde la estima al pueblo catalán, y debe su llamativo título a un rechazo al pancatalanismo que propugnaban algunos sectores de la sociedad catalana.
Asimismo, la publicación del título no fue impedimento para que Bayarri continuara colaborando con los diferentes sectores del movimiento valencianista, incluso los más cercanos al catalanismo.